# Хейдарабад
Хейдараба́д или Хайдараба́д (перс. حيدراباد‎) — небольшой город на юге Ирана, в провинции Фарс. Входит в состав шахрестана  Джехром. По данным переписи, на 2006 год население составляло 6 726 человек.

## География
Город находится в южной части Фарса, в горной местности юго-восточного Загроса, на высоте 1 023 метров над уровнем моря.
Хейдарабад расположен на расстоянии приблизительно 150 километров к юго-востоку от Шираза, административного центра провинции и на расстоянии 815 километров к юго-юго-востоку (SSE) от Тегерана, столицы страны.